# Kurnool
Kurnool (telugu కర్నూలు) è una suddivisione dell'India, classificata come municipal corporation, di 267.739 abitanti, capoluogo del distretto di Kurnool, nello stato federato dell'Andhra Pradesh. In base al numero di abitanti la città rientra nella classe I (da 100.000 persone in su).

## Società

### Evoluzione demografica
Al censimento del 2001 la popolazione di Kurnool assommava a 267.739 persone, delle quali 135.859 maschi e 131.880 femmine. I bambini di età inferiore o uguale ai sei anni assommavano a 33.681, dei quali 17.240 maschi e 16.441 femmine. Infine, coloro che erano in grado di saper almeno leggere e scrivere erano 169.476, dei quali 94.329 maschi e 75.147 femmine.